# Seamus Elliott
Seamus 'Shay' Elliott (Dublín, 4 de juny de 1934 - Dublín, 4 de maig de 1971) va ser un ciclista irlandès que fou professional entre 1956 i 1967.
Shay Elliott fou el primer ciclista irlandès a fer carrera al continent europeu. Durant la major part de la seva carrera esportiva fou company d'equip de campions com Jacques Anquetil o Jean Stablinski. Va guanyar etapes a les tres grans voltes i fou subcampió del món el 1962 darrere Stablinski a Salò, Itàlia.
També fou el primer irlandès a vestir el mallot groc del Tour de França, quedà tercer a la Volta a Espanya de 1962 i guanyà la Het Volk el 1959.

## Carrera amateur
El 1953, amb tan sols 18 anys, Seamus Elliott guanyà el campionat d'Irlanda d'aficionats. La seva segona plaça a la Volta a Irlanda el mateix any li permet accedir al camp d'entrenament Simplex a Montecarlo a la primavera següent.
Durant l'hivern, demana consell a l'antic ciclista francès Francis Pélissier per tal de preparar l'estada en aquell camp. Aquest li suggereix participar en tantes carreres com fos possible, almenys tres o quatre per setmana. Elliott s'entrena dúrament i això es nota a la carretera. És reclutat per un equip francès amateur i guanya l'etapa del Galibier de la Route de France.
El 1955 fitxa per l'Athletic Club Boulogne-Billancourt de París, un dels millors equips amateurs francesos. Guanya cinc carreres amateures. La seva forma impressiona els equips professionals i el 1956 farà el salt al professionalisme.

## Carrera professional
El 1956 és una temporada d'adaptació a la nova categoria, però ja comença a demostrar el seu potencial en curses com l'Omloop Het Volk, en què protagonitza una llarga escapada amb l'anglès Brian Robinson. Això farà que altres equips es fixin en ell i serà fitxat per a l'equip de Jacques Anquetil i Jean Stablinski.
El 1959 guanyarà aquesta cursa, l'Omloop Het Volk, sent el primer vencedor no belga de la cursa.
El 1962 finalitza tercer de la Volta a Espanya, guanyant la quarta etapa i acabant segon de la classificació per punts. Durant 9 dies en serà el líder provissional. Aquell mateix any, al campionat del món de Salò, Itàlia, es troba en l'escapada decisiva amb el seu amic i company d'equip Stablinski. Elliott i Stablinksi col·laboren per desgastar els altres membres del grup. Quan Stablinksi ataca, Elliott no participa en la persecució i el francès imposa en solitari. Elliott ataca finalment per acabar segon.
Durant el Tour de França de 1963 Elliott es vestirà amb el mallot groc després de guanyar la tercera etapa.

## Retirada
El 1967 decideix posar punt final a la seva carrera esportiva i torna a Dublín per crear una empresa junt al seu pare. Amb tot, té dificultats per adaptar-se a la seva nova vida, agreujades per problemes econòmics, la ruptura del seu matrimoni, i la mort del seu fill en un accident de circulació.
El 1970, Elliott decideix tornar a competir, entrena júniors i proposa plans ambiciosos pel ciclisme irlandès.
L'abril de 1971 mor el seu pare. Dos dies després del funeral, el 4 de maig de 1971, Seamus es lleva la vida d'un tret.

## Palmarès
- 1955
  - 1r a la París-Évreux
- 1956
  - 1r al Gran Premi d'Isbergues
  - 1r al Gran Premi de l'Écho d'Alger
  - Vencedor d'una etapa del Tour del Sud-Est
- 1957
  - 1r de la Setmana Bretona
  - 1r del Circuit de la Vienne
- 1958
  - 1r del GP Sigrand
  - Vencedor de 2 etapes dels Quatre dies de Dunkerque
- 1959
  - 1r de l'Omloop Het Volk
  - 1r del Gran Premi de Denain
  - 1r del Gran Premi de Niça
  - 1r del Trofeu de l'illa de Man
- 1960
  - 1r del Trofeu Peugeot
  - Vencedor d'una etapa al Giro d'Itàlia
  - Vencedor d'una etapa del Gran Premi Ciclomotoristico
- 1961
  - Vencedor d'una etapa dels Quatre dies de Dunkerque
- 1962
  - Vencedor d'una etapa a la Volta a Espanya
  - 2n del campionat del món en ruta
- 1963
  - Vencedor d'una etapa al Tour de França
  - Vencedor d'una etapa a la Volta a Espanya
  - 1r al Gran Premi e Vayrac
- 1964
  - 1r del Trofeu de l'illa de Man
- 1965
  - 1r del Tour de l'Oise i vencedor d'una etapa
  - 1r del Gran Premi de Saint-Raphaël
  - 1r del Gran Premi d'Espéraza
  - 1r del Gran Premi d'Orchies
- 1966
  - 1r del Gran Premi de Trégor

### Resultats al Tour de França
- 1956. Abandona (4a etapa)
- 1958. 48è de la classificació general
- 1959. Abandona (14a etapa)
- 1961. 47è de la classificació general
- 1963. 61è de la classificació general. Vencedor d'una etapa. Porta el mallot groc durant 3 etapes
- 1964. Abandona (14a etapa)

### Resultats al Giro d'Itàlia
- 1959. 40è de la classificació general
- 1960. 68è de la classificació general. Vencedor d'una etapa
- 1961. Abandona

### Resultats a la Volta a Espanya
- 1962. 3r de la classificació general. Vencedor d'una etapa
- 1963. 41è de la classificació general. Vencedor d'una etapa